# Шяуляй
Шяуля́й (лит. Šiauliaiо файле, жем. Šiaulē, до 1917 года — Шавли, Шавель) — город на севере Литвы, четвёртый по количеству жителей в республике; административный центр Шяуляйского уезда и Шяуляйского района. Крупный промышленный и культурный центр. Здесь находятся Шяуляйский университет, Шяуляйский драматический театр, несколько музеев, в том числе Музей велосипедов, Музей фотографии, Музей радио и телевидения, Музей кошек и краеведческий музей «Аушра». Исторический центр города включён в Регистр культурных ценностей Литовской Республики и охраняется государством.

## Этимология названия
Впервые название Saule упоминается в Ливонской рифмованной хронике в связи с битвой при Сауле 1236. В формах Saulen (1254), terram Saulam (1348), in Saulia (1358) оно появляется в той же и в других немецких хрониках.
В Российской Империи город назывался Шавли. По одной из устаревших гипотез; в русском языке слово шавли — множественное число от шавель (ж. толпа, сброд, в западнорусских говорах). До 1917 г., наравне с названием Шавли, употреблялся и вариант Шавель, а соответствующий городу уезд носил имя Шавельский.

## История
Территория современного города была населена уже в первом тысячелетии нашей эры. Город образовался на границе расселения жемайтских и земгальских племен, вероятно, уже в XI веке. С именем города связана упомянутая в Ливонской рифмованной хронике битва при Сауле, произошедшая 22 сентября 1236 года, когда объединённая армия жемайтов и земгалов разгромила рыцарей ордена меченосцев.
В 1522 году Шавли упоминается как центр волости. На карте Европы, составленной Каспаром Вопеллием в 1555 году отмечено «местечко» Sovli. В 1569 году, с образованием Речи Посполитой по Люблинской унии, Шавли находился в составе Жмудзской земли.  
В 1589 году учреждена шавлинская экономия — объединение ряда королевских дворов. В конце XVII века, в годы правления короля Польского и Великого князя Литовского Яна III, в городе разрешено было селиться евреям. 
В 1701 году, в ходе Северной войны Шавли занимают шведы. В 1710 году эпидемия чумы унесла жизни половины жителей.
В 1713 году король Польский и Великий князь Литовский Август II направил в Шавли письмо от 13 марта, в котором сообщает, что предоставляет городу магдебургское право, однако эта привилегия не была воплощена в жизнь.
В 1791 году сейм Речи Посполитой принимает закон о свободных городах, по которому Шавли в числе прочих предоставляется право на самоуправление. Согласно этому закону, 1 августа был избран городской магистрат. В том же году городу дарован герб.
В 1795 году, после третьего раздела Речи Посполитой, город попал под российскую юрисдикцию и стал уездным центром.
В 1812 году город занимают войска Наполеона под командованием маршала Макдональда. В тот же год, в ноябре, войска Александра I под командованием генерал-лейтенанта Витгенштейна освободили город. 
В 1830—1831 годах Шавли и Шавельский уезд  Ковенской губернии были охвачены польским восстанием, во время которого город неоднократно занимался повстанцами. 29 марта 1831 года в окрестностях города произошло сражение, в котором отряд из 1500 восставших одолел гарнизон регулярной русской армии под командованием генерала Ридигера.
Во время польского восстания 1863 года горожане составили несколько боевых подразделений, участвовавших в ряде крупных стычек с русскими войсками. В память об этих событиях в 1935 году в городе был открыт мемориал.
В 1851 году открыта мужская гимназия. В годы строительства, с 1871 года по 1874 год, через город прошла Либаво-Роменская железная дорога, в следствии чего, приехало много евреев (до 80% ремесленников).  
В 1872 году город сильно пострадал от пожара. В 1874 году была построена одна из крупнейших в Российской империи кожевенная фабрика Хаима Френкеля.  
С 1877 года были построены ещё две кожевенные фабрики. В то же время в городе были построены шоколадно-конфетная (1876 г.), папиросно-табачная (1882 г.) и некоторые другие фабрики. Город был одним из крупнейших центров кожевенной промышленности Российской империи. К 1897 году Шавли стал вторым по числу жителей (после Ковно) городом Ковенской губернии. В 1898 году открыта женская гимназия. 
В 1909 году среди жителей города было 56,4% евреев. Была построена одна синагога и 14 молитвенных дома . 
В марте 1915 года, во время Первой мировой войны, город был разрушен немецкими войсками. Уничтожено 65 % строений. Весной 1915 г. Шавли и Шавельский район стал ареной активных боевых действий русской и германской армий, прежде всего — конницы. В июле 1915 г. по итогам Митаво-Шавельской операции Шавли был оставлен частями русской 5-й армии.
В 1918 году в Шавли было сформировано первое в Литве демократическое городское самоуправление. В 1919 году действовал партизанский штаб по противодействию Западной добровольческой армии князя Бермондта-Авалова. В межвоенный период город становится крупнейшим после Каунаса и Клайпеды промышленным и культурным центром Литвы. В городе работают крупнейшие предприятия по производству кож, обуви, льняных тканей, кондитерских изделий. В городе открываются музей «Аушра», издательство «Титнагас», драматический театр, филиал клайпедского торгового института.
21 июня 1940 года Литва становится советской республикой.
25 июня 1941 года, на третий день войны город занимают немецкие войска. Часть евреев города бежит в Ригу, где их также уничтожают.
В июле 1944 года войска Красной армии под командованием генерала армии Баграмяна проводят Шяуляйскую наступательную операцию, во время которой, 27 июля 1944 года, город освобождён советскими войсками. 16 августа немцы наносят мощный контрудар западнее и северо-западнее города. Ожесточённые бои продолжаются до 29 августа. Более месяца город находился во фронтовой зоне. Было уничтожено 80% зданий.
Город награждён орденом Отечественной войны.
В советское время город развивается, прежде всего, как промышленный центр. Открываются Шяуляйский велосипедно-моторный завод (1949 год), телевизионный завод (широко известный во всём СССР марками телевизоров «Tauras», завод по производству электроники «Нуклон» (хотя и ориентированный прежде всего на нужды военной промышленности, но тем не менее выпустивший один из первых в СССР бытовых компьютеров). Рядом с городом, в поселке Зокняй, размещается одна из крупнейших военно-воздушных баз СССР (ныне Шяуляйский международный аэропорт). В 1975 году в центре города была открыта первая в СССР пешеходная зона.
Благодаря велосипедному заводу, в 70-80-е годы Шяуляй становится «велосипедной столицей Литвы». И в самом городе, и в его окрестностях оборудуются специализированные велосипедные полосы и дорожки. Культивируется велосипедный туризм, проводятся массовые «физкультурно-велосипедные» мероприятия.
Экономические преобразования 1990-х больно ударили по городской промышленности. В результате уровень безработицы в городе был чуть ли не самым высоким в Литве, достигнув в 2001 году 16,5 %, в то время как средний по стране показатель был 12,5 %. Годы бурного экономического роста (2004—2008) разрядили обстановку, но начавшийся кризис 2009—2010 годов снова превратили Шяуляй в «столицу безработных». В результате — эмиграция работоспособного населения в страны ЕС. За 20 лет независимости население города сократилось на 20 000 человек.
- Шяуляйский государственный колледж
- Вильнюсская улица
- Городская администрация Шяуляя
- Вилла Хаима Френкеля
- Собор Святых Петра и Павла

## Физико-географические сведения
Город расположен в северной части Восточного Жемайтийского плато, в месте слияния рек Муша, Дубиса и Вента, в 214 км к северо-западу от Вильнюса, в 142 км от Каунаса и в 161 км к востоку от Клайпеды. Общая площадь города составляет 81,13 км², из которых зеленые зоны составляют 18,87 км², а водные объекты — 12,78 км². Периметр административных границ города составляет 70 317 км.

### Климат
| Показатель                    | Янв. | Фев. | Март | Апр. | Май  | Июнь | Июль | Авг. | Сен. | Окт. | Нояб. | Дек. | Год   |
| ----------------------------- | ---- | ---- | ---- | ---- | ---- | ---- | ---- | ---- | ---- | ---- | ----- | ---- | ----- |
| Средний суточный максимум, °C | −1,6 | −0,9 | 4,4  | 12,1 | 18,0 | 20,4 | 24,5 | 23,0 | 17,5 | 10,2 | 4,4   | −0,2 | 11,0  |
| Средняя температура, °C       | −3,4 | −3,4 | 0,7  | 7,1  | 12,6 | 15,3 | 19,3 | 18,1 | 13,3 | 7,2  | 2,7   | −1,8 | 7,3   |
| Средний суточный минимум, °C  | −5,2 | −5,8 | −3   | 2,1  | 7,2  | 10,3 | 14,1 | 13,3 | 9,0  | 4,1  | 1,0   | −3,4 | 3,6   |
| Норма осадков, мм             | 36,8 | 30,9 | 31,9 | 28,1 | 40,0 | 74,8 | 80,9 | 72,4 | 42,0 | 68,8 | 51,8  | 41,3 | 599,7 |
| Источник: WeatherOnline       |      |      |      |      |      |      |      |      |      |      |       |      |       |

## Население
Шяуляй — четвёртый, после Вильнюса, Каунаса и Клайпеды по населению город Литвы. В 2011 году в городе проживало 121 тысяча жителей.
В течение своей истории города периоды роста несколько раз пресекались опустошениями войн и эпидемий. Также драматические изменения происходили в национальном составе жителей Шяуляй.
Уже в конце XVI века — это центр экономии с населением более 1000 человек.
В XVIII—XIX веках Шавли представлял собою заурядный уездный город Северо-Западного края. Началу бурного роста города способствовало строительство в 1839 году шоссе Рига-Тильзит и в 1871 году Либаво-Роменской железной дороги, которые прошли через город. Уже к 1897 году Шавли — второй город Ковенской губернии (16 128 жителей).
Рост города был пресечён Первой мировой войной, после которой в Шяуляй осталось около 5 тысяч жителей. Во время войны, почти полностью уничтожена городская застройка середины XIX — начала XX века.
В межвоенное время город быстро растёт как третий по размеру промышленный и культурный центр независимой Литвы. Перед Второй мировой войной население достигает 32 тысяч. Но война почти вдвое сокращает население. После войны Шяуляй подвергся тотальной реконструкции с целью придать городу социалистический облик — повреждённые здания массово сносятся, перепроектируется сеть улиц, снося даже непострадавшие каменные кварталы начала XX века. Город приобрёл характерную застройку советского неоклассического ампира, сохранив лишь небольшую часть довоенной застройки в стиле Ар-деко.
В советское время город быстро растёт и к моменту обретения независимости население Шяуляй достигает исторического максимума. В 1992 году в городе проживало 149 тысяч человек.
Трудное экономическое положение города, обусловленное сокращением промышленного производства в первые годы после восстановления Литвой независимости привело к безработице, которая спровоцировала поток эмиграции в страны Евросоюза и в столицу Вильнюс. Кризис 2008—2010 годов ещё более усилил эмиграционные настроения в городе. Согласно переписи населения 2011 года, население города сократилось до 121 тысяч.
В начале 2020 года население Шяуляй уменьшилось до 99,6 тыс., но потом стало стремительно расти, в июле 2023 г. достигнув 108 тыс.
Шяуляй образует небольшую агломерацию на севере Литвы, в которую входят Гинкунай (3 тыс. жителей), Кайряй (2 тыс.), Вийоляй, Бубяй, Кужяй, Александрия и др. В этих посёлках, соединённых с городом городским общественным транспортом, строят многоквартирные дома, детсады и прочую инфраструктуру, а горожане охотно переселяются из Шяуляй в сателлитные посёлки. Город Куршенай, находящийся в 22 км западнее Шяуляй, соединённый с ним четырехполосным шоссе и один из важнейших в Литве железнодорожных узлов – Радвилишкис, находящийся в 21 км к юго-востоку от центрального почтамта Шяуляй, часто также относят к Шяуляйской агломерации.
Динамика населения:
| 1923                           | 1931    | 1939    | 1945    | 1959    | 1970    | 1979    |
| ------------------------------ | ------- | ------- | ------- | ------- | ------- | ------- |
| 21 387                         | 23 249  | 31 641  | 19 000  | 59 700  | 92 800  | 118 724 |
| 1981                           | 1987    | 1989    | 2001    | 2006    | 2007    | 2008    |
| 127 300                        | 139 500 | 145 629 | 133 883 | 129 037 | 128 397 | 127 059 |
| 2009                           | 2010    | 2011    | 2012    | 2014    | 2015    | 2017    |
| 126 215                        | 125 453 | 109 328 | 107 875 | 105 610 | 104 569 | 106 568 |
| 2018                           | 2020    | 2023    | -       | -       | -       | -       |
| 107 086                        | 107 875 | 108 000 | -       | -       | -       | -       |
| Гистограмма динамики населения |         |         |         |         |         |         |

### Национальный состав
До Первой мировой войны национальный состав населения города был обычен для городов бывшего Великого княжества Литовского, большую часть населения составляли евреи. Так, согласно переписи 1897 года из 16 128 жителей Шяуляй своим родным языком считали: 6 978 (43,3 %) — еврейский, 3 981 (24,7 %) — жмудский (одно из наречий литовского языка), 2 489 (15,4 %) — польский, 1 542 (9,6 %) — русский, 494 (3,1 %) — литовский.
В 1902 году в городе проживало 16 696 жителей, из них 9 847 (59 %) — иудеи, 3 819 (22,9 %) — католики, 2 505 (15 %) — православные.
Первая мировая война и межвоенный период заметно изменили национальный состав города. Русские военные и чиновники покинули Литву. Послевоенный прирост городского населения происходил в основном за счет литовцев, окрестных крестьян. Заметная часть евреев эмигрировала в Западную Европу и США.
По данным переписи 1923 года из 21 387 жителей 15 058 (70,4 %) — литовцы, 5338 (25 %) — евреи, 304 (1,4 %) — русские, 198 (0,9 %) — немцы, 66 (0,3 %) — латыши, 274 (1,3 %) — прочие.
Холокост унес жизни 93 % шяуляйских евреев.
Послевоенный Шяуляй — почти полностью литовский. В течение советского периода происходило некоторое увеличение доли русского населения. В основном этот рост объяснялся притоком рабочей силы на новые промышленные предприятия и большим военным контингентом аэродрома.
После обретения независимости советские военные покинули город. Также эмигрировала часть русскоязычного населения.
По данным всеобщей переписи населения 2011 года, из 109 328 жителей:
- 93,64% (102373)  — литовцы,
- 4,13% (4512) — русские,
- 0,5% (547)  — украинцы,
- 0,3% (344)  — белорусы,
- 0,15% (160)  — поляки,
- 0,1% (107)  — латыши,
- 1,18% (1285)  — прочие[26].

## Герб
Герб дарован королём Польши Станиславом Августом Понятовским 9 ноября 1791 вместе с правами города.
С 1854 по 1920 год у города был другой герб, утверждённый Николаем I. 30 августа 2001 года указом президента Литвы был утвержден новый герб города.

## Города-побратимы
- Латвия, Елгава
- Швеция, Кристианстад
- США, Омаха
- Германия, Плауэн
- Эстония, Пярну
- Германия, Тетеров
- Дания, Фредерисия
- Украина, Хмельницкий
- Польша, Ченстохова
- Нидерланды, Эттен-Лёр